# Cyanopolyyne

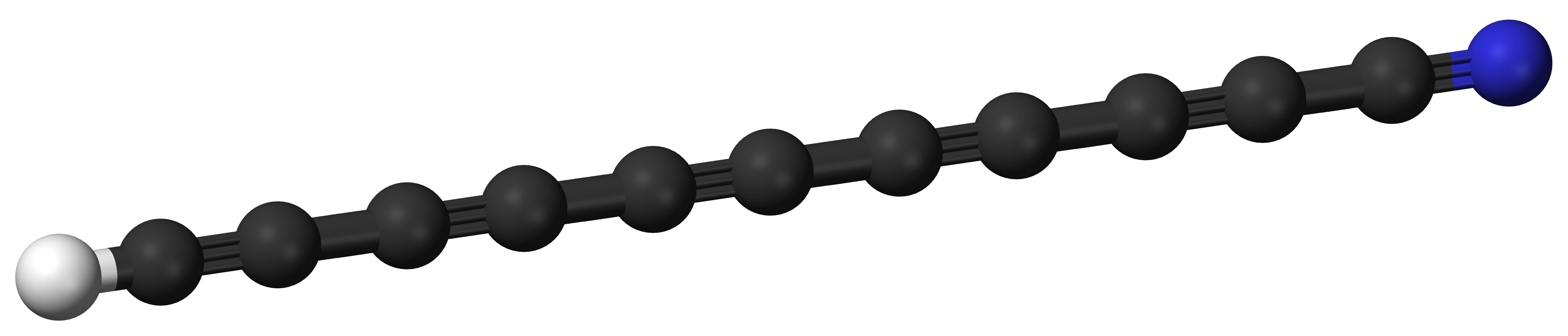
Modélisation atomique du Cyanodecapentayne composé d'un atome d'hydrogène, de quinze atomes de carbone et d'un atome d'azote.

Un cyanopolyyne est un composé organique possédant une chaîne carbonée caractérisée par au moins deux triples liaisons et se terminant par un groupe fonctionnel cyanure –C≡N. Le cyanoacétylène (cyanoéthyne) H–C≡C–C≡N est le plus simple des cyanopolyynes, et est l'une des molécules produites au cours de la fameuse expérience de Miller-Urey en 1953 à l'université de Chicago.
Les cyanopolyynes sont relativement répandus dans le milieu interstellaire, notamment dans les nuages moléculaires, où ils ont été détectés dès les années 1970 : les quatre premiers termes de la famille, HCnN pour n = 3, 5, 7 ou 9, ont été détectés dans le nuage moléculaire 1 du Taureau (TMC-1). HC11N a un temps détenu le record du cyanopolyyne le plus long détecté dans le milieu interstellaire, mais son identification a été remise en cause,.